# Petr Musil
Petr Musil (* 23. září 1981, Brno) je český fotbalový záložník.

## Fotbalová kariéra
Je odchovancem bystrcké kopané. Nejvyšší soutěž hrál za FC Zbrojovka Brno, FK Jablonec, Inter Bratislava a FC Tescoma Zlín. V české lize odehrál 146 utkání a dal 4 góly.
Zúčastnil se Mistrovství světa ve fotbale hráčů do 20 let 2001 v Argentině, kde ČR prohrála ve čtvrtfinále 0:1 s Paraguayí.
Za českou reprezentaci do 21 let nastoupil ve 14 utkáních, gól nevstřelil.

## Ligová bilance
| Ročník                 | Zápasy | Góly | Klub                  |
| ---------------------- | ------ | ---- | --------------------- |
| Gambrinus liga 2000/01 | 10     | 0    | FC Stavo Artikel Brno |
| Gambrinus liga 2001/02 | 28     | 0    | FC Stavo Artikel Brno |
| Gambrinus liga 2002/03 | 28     | 3    | 1. FC Brno            |
| Gambrinus liga 2003/04 | 16     | 1    | 1. FC Brno            |
| Gambrinus liga 2004/05 | 25     | 0    | 1. FC Brno            |
| Gambrinus liga 2005/06 | 2      | 0    | 1. FC Brno            |
| Gambrinus liga 2005/06 | 6      | 0    | FK Jablonec           |
| Corgoň liga 2006/07    | 31     | 4    | Inter Bratislava      |
| Gambrinus liga 2007/08 | 14     | 0    | FC Tescoma Zlín       |
| Gambrinus liga 2008/09 | 17     | 0    | FC Tescoma Zlín       |
| CELKEM                 | 177    | 8    |                       |

Zápasy Petra Musila v české reprezentaci do 21 let 
| Rok    | Zápasy | Góly |
| ------ | ------ | ---- |
| 2002   | 5      | 0    |
| 2003   | 9      | 0    |
| Celkem | 14     | 0    |